# Pentagonia clementinensis
Pentagonia clementinensis är en måreväxtart som beskrevs av Cornejo. Pentagonia clementinensis ingår i släktet Pentagonia och familjen måreväxter.
Artens utbredningsområde är Ecuador. Inga underarter finns listade i Catalogue of Life.